# Perkinsus marinus
Espèce
Perkinsus marinus est une espèce d’algues appartenant à l’embranchement des Dinophyta. Il est proche des Dinoflagellés (protistes),. Cette espèce est connue pour provoquer une maladie chez les huîtres, causant de grandes mortalités. Cette pathologie se caractérise par une dégradation des tissus de l'huître.